# أنخيل روبلس
أنخيل روبلس (بالإسبانية: Ángel Luis Robles Berengui)‏ هو لاعب كرة قدم إسباني في مركز الدفاع، ولد في 20 أبريل 1982 في ثيخين في إسبانيا. لعب مع النادي الرياضي بدانية وبونفيرادينا وريال مدريد ج ونادي جامعة مرسية.

## وصلات خارجية
- أنخيل روبلس على موقع قاعدة بيانات كرة القدم.إي يو (الإنجليزية)
- أنخيل روبلس على موقع Soccerway.com (الإنجليزية)
- أنخيل روبلس على موقع AS.com (الإسبانية)